# Condrolaringoplastica
La condrolaringoplastica è un intervento chirurgico volto a ridurre le dimensioni della cartilagine tiroidea, eliminando parte di essa attraverso un'incisione nella gola. Si tratta di un'operazione solitamente destinata ad aiutare coloro i quali sono a disagio con la grandezza del proprio pomo d'Adamo.

## Procedura
La procedura, originariamente descritta a metà degli anni 1970 da Francis G. Wolfort e Richard G. Parry e in seguito migliorata grazie all'avvento di dispositivi più moderni, viene effettuata in anestesia locale o generale, a seconda che questo sia o meno l'unico intervento chirurgico da eseguire. Una volta che l'anestetico ha agito, il chirurgo pratica una piccola incisione orizzontale al di sotto del pomo d'Adamo, dopodiché, grazie all'utilizzo di una pinza chirurgica, i muscoli della gola vengono spostati e mantenuti da parte cosicché che egli possa procedere alla resezione della cartilagine per mezzo di un bisturi, rendendo così la gola del paziente più liscia e meno spigolosa. In questa fase, particolare attenzione deve essere prestata dal chirurgo a non asportare troppa cartilagine, in quanto ciò potrebbe ridurre la struttura della trachea e causare difficoltà respiratorie. Una volta terminata questa operazione, infine, l'incisione viene suturata.

## Contesto dell'operazione
L'intervento è generalmente ambulatoriale, salvo i casi in cui esso non sia eseguito assieme ad altri interventi chirurgici che richiedono degenza ospedaliera. La condrolaringoplastica viene infatti spesso eseguita assieme a una serie di interventi chirurgici chiamati "interventi di femminilizzazione facciale" ed è uno degli interventi chirurgici più comunemente eseguiti su persone transfemminili assieme alla ricostruzione genitale. Anche per questo essa è solitamente praticata, oltre che da chirurghi plastici, anche da chirurghi specializzati in chirurgia di riassegnazione del sesso.
Nel caso di persone transmaschili, la cui volontà è quella di aumentare la mascolinità della propria gola, esiste un intervento chirurgico consistente nell'inserimento di cartilagine costale così da simulare la presenza di un pomo d'Adamo. Benché talvolta tale intervento possa essere indicato come "condrolaringoplastica", si tratta in realtà di un intervento diverso e molto più invasivo.

## Voce
Dato che la parte interessata dalla condrolaringoplastica si trova nelle vicinanze delle corde vocali, esiste una piccola possibilità che queste ultime possano essere danneggiate durante l'intervento. In genere, tuttavia, la voce del paziente non risulta alterata, sebbene siano stati segnalati lievi cambiamenti di intonazione. Talvolta sono gli stessi pazienti a scegliere di sottoporsi contemporaneamente a un intervento chirurgico volto alla modifica della loro voce, onde ridurre al minimo la disforia correlata ad essa.

## Recupero
Molti chirurghi raccomandano al paziente di strofinare regolarmente l'incisione per evitare la formazione di tessuto cicatriziale visibile. Gonfiore e lividi intorno al sito dell'incisione sono comuni e, a seconda dell'individuo, i pazienti possono anche avere difficoltà a deglutire e parlare.
Il tempo medio per il completo recupero è di circa due settimane, ma a volte può essere necessario più tempo, soprattutto se il paziente soffre di particolari patologie preesistenti, quali ad esempio l'anemia.
Nella maggior parte dei casi le cicatrici risultanti dall'intervento sono poco visibili anche grazie al fatto che il chirurgo esegue l'incisione in corrispondenza di una delle minuscole pieghe della pelle che ricoprono il pomo d'Adamo.
Diversi sondaggi hanno rivelato che la maggior parte di coloro che si sono sottoposti a una condrolaringoplastica è soddisfatta della riuscita dell'intervento. Le maggiori cause di insoddisfazione lamentate sono invece il fatto che il pomo di Adamo sia rimasto comunque troppo ingombrante o che la cicatrice sia troppo evidente.